# Buick Century
Buick Century es el nombre del modelo utilizado por Buick que es una división de General Motors para una línea de vehículos de tamaño mediano de alto rendimiento con un motor v6 desde 1936 hasta 1942 y 1954 a 1958, y de 1973 a 2005 por un coche de tamaño medio.
En países como Venezuela se comercializaba bajo la marca Chevrolet aun cuando conserva el imagotipo de Buick.

## Primera generación
Buick tuvo su gama de modelos completa para el año 1936 para celebrar las mejoras de ingeniería y los avances de diseño en sus modelos 1935. Las Series de Buick 40 gama de modelos se convirtierón en el especial , la Serie 80 se convirtió en el Roadmaster y la serie de 90 vehículos Buick más grande y lujoso, se convirtió en la limitada. El Century tomó el lugar de la Serie 60.

## Segunda generación
En 1954, Buick reintrodujo el century utilizando la misma fórmula de la coincidencia de los más pequeños, ligeros cuerpos de Buick Special a su mayor y más potente motor 322 pulgadas cúbicas V8 con la intención de dar un Buick de rendimiento. Incluidos en la gama de modelos durante este período fue un modelo de camioneta, un estilo de cuerpo que no había estado disponible durante el período del siglo de la primera producción de 1936 a 1942.

## Tercera generación
El Buick Century devolvió la tracción trasera intermedia, compartió plataforma con sus hermanos, como el Pontiac Grand Prix, Pontiac LeMans, Pontiac GTO, Pontiac Grand Am y Oldsmobile Cutlass Supreme.  Cuando todos los modelos intermedios de GM fueron rediseñados en 1973, el nombre de Century fue reemplazado por Buick Skylark en sedanes y cupés y algunos vagones. A partir de este momento, el century fue uno de los pilares de la línea Buick más pequeños, junto con la nueva categoría Regal coupé. Estaba disponible con dos y cuatro barriles versiones del motor Buick 350, poniendo a cabo 150 y 175 caballos de fuerza (130 kW), respectivamente.  Los 250 hp 455 fue también una opción.

## Cuarta generación
En 1978, un reducido, del century rediseñado apareció en la forma de un coupé fastback ("Aeroback") y sedán (el cuerpo fue compartido con el Oldsmobile Cutlass Salon ), así como una camioneta más de estilo tradicional. El coche era más de un pie más corto, de varios centímetros más estrecho, y varios cientos de libras más ligero que su predecesor. El V6 todavía era estándar debido a las regulaciones de combustible-economía. El motor base era el nuevo Buick 196, introducido específicamente para el Century y Regal. Los 231 y los 305 Chevrolet fueron las opciones. El Pontiac 265 y 301 fueron sustituidos por el motor de Chevrolet para 1979.

## Quinta generación
El Century recibió un lavado de cara para el año 1989, compartiendo plataforma y motor 3.1 multi port con el oldsmobile cutlass y pontiac 6000 aunque cada division de GM tenía sus variantes como el motor 2.8 pasando por el 3.1 hasta el 3300 .ganando una nueva línea de techo más redondeada, pero continúa en la plataforma A-body. Inserciones de plástico negro con el emblema de Buick trishield ha reemplazado las ventanas del cuarto trasero. TEl extremo delantero recibió faros de color y una parrilla redondeada, y el adorno del capó de pie ahora eran estándar.
conservó la misma línea incluso el mismo tablero desde 1983 con algunas variaciones en el cluster incluso uno electrónico o digital en 1986 opcional solo en los Estados Unidos pero decepciono un poco pues no tenía mucha más información que el analógico
para 1991 solo hubo un cambio en las vestiduras de las puertas con módulos alza vidrios más estilizados y para este año buick intrudujo los vidrios eléctricos como accesorio estándar y no adicional por lo que no veras uno de estos modelos con vidrios manuales

## Sexta generación
En 1997, el Century se rediseñó por última vez, y sólo se ofreció el tipo sedán de cuatro puertas, ya que la versión station wagon fue descontinuada por sus bajas ventas. Y continua con su motor V6 de tracción delantera.